# Johanna Braddy
Johanna Elizabeth Braddy (Atlanta, USA, 1987. augusztus 30. –) amerikai színésznő, szinkronszínésznő. Ismertebb szerepei közé tartozik Jordan Reed az ABC Family Greek, a szövetség című televíziós sorozatában vagy Jenny Matrix a Video Game High School websorozatban.

## Élete és pályafutása

### Családi háttere és gyermekkora
Johanna Elizabeth Braddy 1987. augusztus 30-án, Atlantában született, Jo Beth óvodai zenetanárnő és Steve Braddy gépész első gyermekeként. Egy öccse van, Cole, aki 8 évvel fiatalabb nála.
Hároméves korában határozta el, hogy színésznő akar lenni. Négyévesen elkezdett balett, majd később sztepptánc és pointe órákat venni. Nyolcéves korában megkapta első színházi szerepét: az Annie című musicalben Tessie szerepét alakította az atlantai Fox Theatre színpadán a Theatre of the Stars társulattal, amivel még további négy színdarabban játszott.

### Az Atlanta Workshop Players színtársulatában
Braddy amíg tízéves korától az iskola tizenegyedik osztályáig tagja volt az Atlanta Workshop Players színtársulatnak számos alkalommal lépett fel Georgia állam és az Egyesült Államok délkeleti területének iskoláiban. Tízévesen, amikor a társulat egyik nyári színjátszó táborában vett részt felfigyelt rá egy tehetségkutató ügynökség embere, akinek a segítségével megkezdhette színészi pályafutását. Első filmszerepét még általános iskolás korában kapta, amikor a 2004-ben bemutatott Rocksztárok című Disney-filmben szerepet kapott.
Amíg Georgiában élt két ügynök, Joy Pervis és Mystie Buice (előbbi a Hot Shot Kids and Teens, míg utóbbi a Houghton Talent ügynökségtől) foglalkozott vele. Ekkoriban elsősorban reklámszerepeket és szinkronmunkákat kapott. Mivel Georgiában akkoriban nem volt filmmeghallgatás, ezért gyakran kellett Észak-Karolinába vagy New Orleansba utaznia egy-egy ilyen alkalom kedvéért.
Miután elvégezte a tanulmányait a Peachtree City-i McIntosh Középiskolában, 2005-ben édesanyjával Los Angelesbe költözött egy próbaévre, hogy lássa hogyan boldogul. Ebben az évben kapott szerepet a Nickelodeon Avatar: Az utolsó levegőidomár című animációs sorozatában, valamint az NBC A mélység fantomja című sci-fi televíziós sorozatában. Ezen két szerepe után úgy döntött, hogy Los Angelesben marad, ahol a színészet mellett részmunkaidőben egy pizzázóban kiszolgálóként dolgozott, valamint a Los Angeles Valley College iskolában vett órákat.

### Hollywoodi karrierje
Braddy Hollywoodban először számos kisebb szerephez jutott: így szerepelhetett a CBS Döglött akták vagy a Nickelodeon Drake és Josh című televíziós sorozataiban vagy az ABC Nem ér a nevem című sorozatában, amelyben a Christina Applegate által alakított főszereplő fiatalkori énjét alakítja. Ezek mellett számos szinkronszínészi munkát is elvállalt, hangja többek között hallható az Avatar: Az utolsó levegőidomárban vagy az Oscar-díjra jelölt Vigyázz, kész, szörf!-ben. Az FX Gazdagék című sorozatában kapta az első visszatérő szerepét, amiben Tammy Simmst alakítja hat epizódon keresztül. A 2009-ben megjelent direct-to-video Átok 3. című horrorfilmben Braddy főszerepet kapott, míg a Greek, a szövetségben tizenöt epizódon át alakította Jordan Reedet. A következő évben számos népszerű televíziós sorozatban feltűnt, köztük a Terepenben, a Detroit 1-8-7-ben vagy a CSI: Miami helyszínelőkben, illetve 2011-ben a Barátság extrákkalban vagy a Gyilkos elmékben. A 2011-es The Levenger Tapes horrorfilmben, valamint a 2012-ben indult Video Game High School websorozatban szintén főszerepet játszik.

## Magánélete
Férjével, a szintén színész Josh Blaylockkal 2012 novemberében házasodott össze.

## Filmográfia
| Év   | Cím                         | Szerep             | Megjegyzések |
| ---- | --------------------------- | ------------------ | ------------ |
| 2004 | Rocksztárok                 | Olivia Harden      | tv-film      |
| 2006 | Broken Bridges              | Kayla Chartwell    |              |
| 2007 | Vigyázz, kész, szörf!       | kisebb szerepek    | szinkronhang |
| 2007 | Ki nyeri a bajnokságot?     | elsőéves diák      |              |
| 2007 | Penny Dreadful              | Willa Fowler       | rövidfilm    |
| 2008 | Danny Fricke                | Jennifer Stockwell | tv-film      |
| 2008 | Whore                       | Margot             |              |
| 2009 | A Marriage                  | Sophie             | tv-film      |
| 2009 | Átok 3.                     | Lisa               |              |
| 2009 | Wild About Harry            | Lucy Carmichael    |              |
| 2009 | Ponyo a tengerparti sziklán | kisebb szerepek    | szinkronhang |
| 2009 | Fame – Hírnév               | Katie              |              |
| 2009 | Hurt                        | Lenore Coltrane    |              |
| 2010 | Könnyű nőcske               | Melody Bostic      |              |
| 2011 | The Levenger Tapes          | Amanda             |              |
| 2011 | Born to Race                | Rachel             |              |
| 2011 | Parajelenségek 3.           | Lisa               |              |
| 2012 | The Collection              | Missy Solomon      |              |
| 2014 | Believe Me                  | Callie Edwards     | főszerep     |
| 2015 | Run the Tide                | Michelle           |              |
| 2015 | Cardboard Boxer             |                    |              |

| Év        | Cím                          | Szerep               | Megjegyzések |
| --------- | ---------------------------- | -------------------- | --- |
| 2005      | A mélység fantomja           | Lisa                 | Pilot (1. évad 1. epizód) |
| 2005–2007 | Avatar: Az utolsó léghajlító | Jüe hercegnő         | A vízidomár-mester (1. évad 18. epizód) Észak ostroma 1. rész (1. évad 19. epizód) Észak ostroma 2. rész (1. évad 20. epizód) A mocsár (2. évad 4. epizód) Az ébredés (3. évad 1. epizód) |
| 2007      | Döglött akták                | Hilary West (1964)   | A törvénytelen gyermek (4. évad 16. epizód) |
| 2007      | Gazdagék                     | Tammy Simms          | Higgy a hazugságban! (1. évad 2. epizód) Suli hadművelet (1. évad 3. epizód) Kísért a múlt (1. évad 4. epizód) Fogas kérdések (1. évad 5. epizód) Veszélyes szomszédság (1. évad 6. epizód) Különös vallomás (1. évad 7. epizód) |
| 2007      | Drake és Josh                | Emily                | Dance Contest (4. évad 19. epizód) |
| 2007      | Nem ér a nevem               | Samantha (tizenéves) | A távoltartási rendelet (1. évad 5. epizód) |
| 2008      | The Oaks                     | Jessica (fiatal)     | Pilot (1. évad 1. epizód) |
| 2009      | Hazudj, ha tudsz!            | Jacquelin Mathis     | Beavatás (1. évad 1. epizód) |
| 2009      | Greek, a szövetség           | Jordan Reed          | Engendered Species (2. évad 13. epizód) Big Littles and Jumbo Shrimp (2. évad 14. epizód) Evasive Actions (2. évad 15. epizód) Dearly Beloved (2. évad 16. epizód) Guilty Treasures (2. évad 17. epizód) Social Studies (2. évad 19. epizód) Isn’t It Bro-mantic? (2. évad 20. epizód) Tailgate Expectations (2. évad 21. epizód) At World’s End (2. évad 22. epizód) The Day After (3. évad 1. epizód) Our Fathers (3. évad 2. epizód) The Half-Naked Gun (3. évad 3. epizód) Down on Your Luck (3. évad 5. epizód) Lost and Founders (3. évad 6. epizód) The Dork Knight (3. évad 7. epizód) |
| 2009–2010 | Terepen                      | Olivia Sherman       | See the Woman (1. évad 3. epizód) Butch & Sundance (2. évad 2. epizód) |
| 2010      | Detroit 1-8-7                | Elizabeth Fadden     | Lost Child/Murder 101 (1. évad 6. epizód) |
| 2010      | CSI: Miami helyszínelők      | Lucy Strickland      | Kigurulás (9. évad 12. epizód) |
| 2011      | Lépéselőnyben                | Hayley Beck          | The 10 Li’l Grifters Job (4. évad 2. epizód) |
| 2011      | Barátság extrákkal           | Grace                | The Benefit of Mardi Gras (1. évad 7. epizód) |
| 2011      | Gyilkos elmék                | Tammy Bradstone      | A bizonyíték (7. évad 2. epizód) |
| 2012      | CSI: A helyszínelők          | Carly Green          | Kutyaszív (13. évad 5. epizód) |
| 2013      | A kondom el van vetve        | Leslie               | Szerencsevadászok (2. évad 20. epizód) |
| 2013      | Doktor D                     | Cindy Luck           | Gimme Some Lovin’ (3. évad 2. epizód) |
| 2013      | Hit the Floor                | Mia Sertner          | Lights Out (1. évad 6. epizód) Moving Screens (1. évad 7. epizód) Fast Break (1. évad 8. epizód) Benched (1. évad 9. epizód) |
| 2013      | Észlelés                     | szőke hölgy a bárban | Elmegyógyintézet (2. évad 8. epizód) |
| 2014      | Shameless – Szégyentelenek   | Shelley              | My Oldest Daughter (4. évad 2. epizód) |
| 2015      | Un-Real                      | Anna                 | főszerep (10 epizód) |

| Év        | Cím                    | Szerep       | Megjegyzések         |
| --------- | ---------------------- | ------------ | -------------------- |
| 2012–2014 | Video Game High School | Jenny Matrix | főszerep (20 epizód) |

| Év   | Cím           | Szerep      | Megjegyzések |
| ---- | ------------- | ----------- | ------------ |
| 2014 | Dead Rising 3 | Julia Slyde | szinkronhang |